# Le Maître de justice
Pour le personnage des manuscrits de la mer Morte, voir Maitre de justice.
Le Maître de justice est le huitième et dernier tome de la série de bande dessinée Les Mondes de Thorgal - Kriss de Valnor, écrit par Mathieu Mariolle d'après une histoire co-écrite avec Xavier Dorison, dessiné par Fred Vignaux et mis en couleurs par Gaétan Georges, publié le 12 octobre 2018 aux éditions Le Lombard.
L'album fait partie de la série parallèle Les Mondes de Thorgal, qui suit les aventures de personnages marquants de la série principale, et il clôt celle centrée sur Kriss de Valnor.

## Synopsis
Jolan et l’empereur Magnus poursuivent leur duel dans l'arène du maître de justice, sous le contrôle de celui-ci.
Comme Jolan refuse de tuer Magnus, les règles du duel ne sont plus respectées et Joril, le maître de justice, intervient pour les tuer tous les deux.
Jolan et Magnus se réfugient dans un bâtiment où ils découvrent que l'arène se trouve être un ancien pénitencier stellaire et Joril l'un des gardiens. Ils apprennent également que pour que Jolan retrouve ses pouvoirs, ils doivent détruire une sorte de cristal se trouvant au sommet d'une colline. Pendant que Jolan combat Joril, Magnus parvient à détruire le cristal. Ayant retrouvé ses pouvoirs, Jolan neutralise aisément le gardien.
Magnus et Jolan quittent l'arène en paix. La guerre est terminée. Jolan abandonne le trône et n'aspire qu'à renter chez lui.
De son côté, Kriss de Valnor poursuit la quête de son fils Aniel en poursuivant les sauts dans les failles temporelles, grâce au poignard dérobé dans la Montagne du temps.
Elle arrive ainsi à Bag Dhad mais Aniel ne s'y trouve plus.
Après un dernier saut temporel elle se retrouve au sommet de la Montagne du temps où elle affronte son passé.
En sautant d'une falaise, elle se réveille au Northland, au village de Thorgal, où Aniel se trouve.

## Historique
L'histoire de ce tome des Mondes de Thorgal - Kriss de Valnor rejoint celle du tome 36 de la série principale, Aniel, et constitue la fin de la série, ce qui a été confirmé par Gauthier Van Meerbeeck, directeur éditorial des éditions du Lombard : « Dès le tome 4, nous annoncions aux lecteurs de Kriss de Valnor que leur série s'arrêterait au tome 8. (...) Les lecteurs vont s'apercevoir que nous avons tenu nos engagements, que ne vont pas naître des embranchements nouveaux partant dans tous les sens. »
Comme pour tous les albums des séries dérivées, la couverture est signée par Grzegorz Rosiński.

## Ventes
Le Maître de justice est tiré est à 65 000 exemplaires à sa sortie.

## Accueil
Pour Romain Berthes du Point, le dessin et les couleurs, avec un « clair-obscur des plus réussis » au début et une fin « baignée de lumière », évoquent « la meilleure période de Rosinski », et ses albums Le Pays Qâ et Entre terre et lumière. Le scénario de la quête de Kriss de Valnor assure lui une « continuité comparable avec l'éthique [...] voulue par Rosinski et Van Hamme ».

## Publication
- Édition originale : 48 pages, 22,2 cm x 29,5 cm, couverture de Grzegorz Rosiński, 2018 (DL 10/2018)  (ISBN 978-2-8036-7283-7)[6],[7]